# Леніно (Іртиський район)
Ле́ніно (каз. Ленино) — село у складі Іртиського району Павлодарської області Казахстану. Адміністративний центр Амангельдинського сільського округу.
Населення — 355 осіб (2021; 568 у 2009, 826 у 1999, 1168 у 1989).
Національний склад станом на 1989 рік:
- росіяни — 45 %;
- казахи — 27 %.